# Digenis Morphou
El Digenis Akritas Morphou es un equipo de fútbol de Chipre que juega en la Tercera División de Chipre, la tercera liga de fútbol más importantes del país.
Fue fundado en el año 1932 en la ciudad de Morphou, siendo uno de los equipos más viejos del país y su nombre es en honor al héroe griego de la Época Medieval Digenis Akritas. Cuenta también con un equipo en baloncesto, el cual ha sido campeón 2 veces del torneo de Liga. No contó con estadio propio hasta que se inauguró la Primera División de Chipre en 1968, momento en que militaba en la Segunda División y fue uno de los 3 mejores equipo de Chipre antes de la Invasión de los turcos en 1974, siendo exiliados a la parte sur de la isla. Ha sido subcampeón de Liga en 1 ocasión, subcampeón de Copa 1 vez y 2 títulos de Segundo Nivel.
A nivel internacional ha participado en 1 torneo continental, siendo el primer equipo de Chipre en jugar la Copa UEFA en 1971/72, donde fue eliminado en la Primera Ronda por el AC Milan de Italia sin tan siquiera marcar 1 gol.

## Palmarés
- Primera División de Chipre: 0
  - Subcampeón: 1

1971
- Copa de Chipre: 0:
  - Finalista: 1

2005
- Segunda División de Chipre: 2

1970, 2000

## Participación en competiciones de la UEFA
- Copa UEFA: 1 aparición

1972 - Primera Ronda

## Jugadores destacados
| - Stelios Achilleos - Kyriacos Chailis - Savvas Constantinou - Adamos Efstathiou - Georgios Eleftheriou - Loukas Stylianou - Arthur Voskanyan - Petar Shopov - Vincent Laban - Jatto Ceesay - Dieudonné Londo - Marcel Rath - Georgios Nasiopoulos - Georgios Papandreou - Savvas Poursaitidis - Nikos Katsavakis - Demetris Maris - Balázs Berdó - Norbert Farkas - Tibor Márkus | - Zoltán Nagy - Gábor Vayer - Aleksejs Koļesņikovs - Ljubodrag Milosević - Baltazar - Dossa Júnior - Ştefan Apostol - Nicolae Constantin - Adrian Falub - Alin Mircea Savu - Sinisa Dobrasinovic - Vanja Grubač - Nemanja Čorović - Slobodan Mazić - Aleksandar Todorovski |

## Entrenadores Desde 1999
- Giorgos Savvidis (1999–01)
- Marios Constantinou (2001–05)
- Savvas Constantinou (2005–07)
- Apostolos Makrides  (2009–2010)